# Remember That Night
 (août 2023).
Si vous disposez d'ouvrages ou d'articles de référence ou si vous connaissez des sites web de qualité traitant du thème abordé ici, merci de compléter l'article en donnant les références utiles à sa vérifiabilité et en les liant à la section « Notes et références ».
Remember That Night est un DVD live solo du guitariste de Pink Floyd, David Gilmour, enregistré lors d'un concert au Royal Albert Hall en mai 2006.

## Titres

### DVD 1
1. Speak to Me (Mason)
2. Breathe (Gilmour, Waters, Wright)
3. Time (Gilmour, Mason, Waters, Wright)
4. Breathe (Gilmour)
5. Castellorizon (Gilmour)
6. On an Island[1] (Gilmour, Samson)
7. The Blue[1] (Gilmour, Samson)
8. Red Sky at Night (Gilmour)
9. This Heaven (Gilmour, Samson)
10. Then I Close My Eyes[2] (Gilmour)
11. Smile (Gilmour, Samson)
12. Take a Breath (Gilmour, Samson)
13. A Pocketful of Stones (Gilmour, Samson)
14. Where We Start (Gilmour)
15. Shine On You Crazy Diamond Pts. 1-5[1] (Gilmour, Waters, Wright)
16. Fat Old Sun (Gilmour)
17. Coming Back to Life (Gilmour)
18. High Hopes (Gilmour, Samson)
19. Echoes (Gilmour, Mason, Waters, Wright)
20. Wish You Were Here (Gilmour, Waters)
21. Find the Cost of Freedom[1] (Stills)
22. Arnold Layne[3] (Barrett)
23. Comfortably Numb[3] (Gilmour, Waters)

### DVD 2
1. Wot's... Uh the Deal (Gilmour, Waters)
2. Dominoes (Barrett)
3. Wearing the Inside Out (Wright, Moore)
4. Arnold Layne[4] (Barrett)
5. Comfortably Numb[4] (Gilmour, Waters)
6. Dark Globe (vidéo) (Barrett)
7. Echoes (Live d'Abbey Road, piste cachée après Dark Globe)
8. Astronomy Domine (live à Abbey Road) (Barrett)
9. On an Island (promo video)
10. Smile (promo video)
11. This Heaven (AOL Sessions)
12. Island Jam (janvier 2007 version, enregistré au The Barn)

The Mermaid Theatre concert (mars 2006)
1. Castellorizon
2. On an Island
3. The Blue
4. Take a Breath
5. High Hopes

### Musiciens
- David Gilmour – chant et chœurs, guitare, steel guitar, cümbüs, saxophone alto sur "Red Sky at Night"
- Phil Manzanera – guitares, chœurs
- Guy Pratt - basse, contrebasse, chœurs, guitare sur "Then I Close My Eyes"
- Richard Wright – chant et chœur, orgue Hammond, orgue Farfisa, piano
- Jon Carin – synthétiseur, piano, claviers, programmation, guitare lap steel, chœurs, chant sur "Breathe", "The Blue", "Take A Breath" et "Echoes"
- Dick Parry – baryton & saxophone alto, orgue
- Steve DiStanislao – batterie, percussion, chœurs

### Invités
- David Bowie - chant sur "Arnold Layne" et "Comfortably Numb"
- David Crosby et Graham Nash – chœurs sur "Shine On You Crazy Diamond", "On An Island" et "The Blue" ; chant sur " Find the Cost of Freedom ".
- Robert Wyatt - cornet sur "Then I close My Eyes"